# Параноидное расстройство личности
Парано́идное расстро́йство ли́чности; паранои́ческое расстро́йство ли́чности (от паранойя (др.-греч. παράνοια — безумие) + -оидный, от др.-греч. εἶδος — «вид», «внешность», «образ», «характер») (устаревшие названия — расстро́йство ли́чности парано́идного типа, расстро́йство ли́чности паранойя́льного типа, парано́идная психопати́я) — расстройство личности, характеризующееся чрезмерной чувствительностью к фрустрации, подозрительностью, обидчивостью, злопамятностью, постоянным недовольством окружающими и тенденцией относить всё на свой счёт. Включено в МКБ-10 и DSM-5.

## Диагноз

### МКБ-10
Диагностические критерии из адаптированной для использования в России версии Международной классификации болезней 10-го пересмотра МКБ-10 (общие диагностические критерии расстройств личности, соответствие которым должно быть у всех подтипов расстройств):

Состояния, не объясняющиеся прямым образом обширным повреждением или заболеванием мозга или другим психическим расстройством и удовлетворяющие следующим критериям:
- а) заметная дисгармония в личностных позициях и поведении, вовлекающая обычно несколько сфер функционирования, например аффективность, возбудимость, контроль побуждений, процессы восприятия и мышления, а также стиль отношения к другим людям; в разных культуральных условиях может оказаться необходимой разработка специальных критериев относительно социальных норм;
- б) хронический характер аномального стиля поведения, возникшего давно и не ограничивающегося эпизодами психической болезни;
- в) аномальный стиль поведения является всеобъемлющим и отчётливо нарушающим адаптацию к широкому диапазону личностных и социальных ситуаций;
- г) вышеупомянутые проявления всегда возникают в детстве или подростковом возрасте и продолжают своё существование в периоде зрелости;
- д) расстройство приводит к значительному личностному дистрессу, но это может стать очевидным только на поздних этапах течения расстройства;
- е) обычно, но не всегда, расстройство сопровождается существенным ухудшением профессиональной и социальной продуктивности.

— Международная классификация болезней (10-й пересмотр), адаптированный для использования в Российской Федерации — /F60/ Специфические расстройства личности. Диагностические критерии
Для отнесения расстройства личности к одному из определённых в МКБ-10 подвидов (для постановки диагноза большей части подтипов) необходимо, чтобы оно удовлетворяло по крайней мере трём определённым для этого вида критериям.
Диагностические критерии из официальной, международной версии МКБ-10 от Всемирной организации здравоохранения (общие диагностические критерии расстройств личности, соответствие которым должно быть у всех подтипов расстройств):

- G1. Указание на то, что характерные и постоянные типы внутренних переживаний и поведения индивидуума в целом существенно отклоняются от культурально ожидаемого и принимаемого диапазона (или «нормы»). Такое отклонение должно проявляться более чем в одной из следующих сфер:
  - 1) когнитивная сфера (то есть характер восприятия и интерпретации предметов, людей и событий; формирование отношений и образов «Я» и «другие»);
  - 2) эмоциональность (диапазон, интенсивность и адекватность эмоциональных реакций);
  - 3) контролирование влечений и удовлетворение потребностей;
  - 4) отношения с другими и манера решения интерперсональных ситуаций.

- G2. Отклонение должно быть полным в том смысле, что отсутствие гибкости, недостаточная адаптивность или другие дисфункциональные особенности обнаруживаются в широком диапазоне личностных и социальных ситуаций (то есть не ограничиваясь одним «пусковым механизмом» или ситуацией).
- G3. В связи с поведением, отмеченном в пункте G2, отмечается личностный дистресс или неблагоприятное воздействие на социальное окружение.
- G4. Должны быть данные о том, что отклонение является стабильным и длительным, начинаясь в старшем детском или подростковом возрасте.
- G5. Отклонение не может быть объяснено как проявление или последствие других психических расстройств зрелого возраста, хотя эпизодические или хронические состояния из секций от F0 до F7 настоящей классификации могут существовать одновременно с ним или возникать на его фоне.
- G6. В качестве возможной причины отклонения должны быть исключены органическое заболевание мозга, травма или дисфункция мозга (если выявляется такая органическая обусловленность, следует использовать рубрику F07).

Оригинальный текст (англ.)
- G1. Evidence that the individual's characteristic and enduring patterns of inner experience and behaviour deviate markedly as a whole from the culturally expected and accepted range (or 'norm'). Such deviation must be manifest in more than one of the following areas:
  - (1) cognition (i.e. ways of perceiving and interpreting things, people and events; forming attitudes and images of self and others);
  - (2) affectivity (range, intensity and appropriateness of emotional arousaland response);
  - (3) control over impulses and need gratification;
  - (4) relating to others and manner of handling interpersonal situations.

- G2. The deviation must manifest itself pervasively as behaviour that is inflexible, maladaptive, or otherwise dysfunctional across a broad range of personal and social situations (i.e. not being limited to one specific 'triggering' stimulus or situation).
- G3. There is personal distress, or adverse impact on the social environment, or both, clearly attributable to the behaviour referred to under G2.
- G4. There must be evidence that the deviation is stable and of long duration, having its onset in late childhood or adolescence.
- G5. The deviation cannot be explained as a manifestation or consequence of other adult mental disorders, although episodic or chronic conditions from sections F0 to F7 of this classification may co-exist, or be superimposed on it.
- G6. Organic brain disease, injury, or dysfunction must be excluded as possible cause of the deviation (if such organic causation is demonstrable, use category F07).

— Международная классификация болезней (10-й пересмотр) — /F60/ Специфические расстройства личности. Диагностические критерии
Согласно МКБ-10 данное психическое расстройство диагностируется при наличии общих диагностических критериев расстройства личности, и плюс к ним трёх и более из нижеследующих признаков:
- а) чрезмерная чувствительность к неудачам и отказам;
- б) тенденция постоянно быть недовольным кем-то, то есть отказываться прощать оскорбления, причинение ущерба и высокомерное отношение;
- в) подозрительность и общая тенденция к искажению фактов путём неверного истолкования нейтральных или дружеских действий других людей как враждебных или презрительных;
- г) воинственно-щепетильное, не адекватное фактической ситуации отношение к вопросам, связанным с правами личности;
- д) возобновляющиеся неоправданные подозрения в сексуальной неверности супруга или сексуального партнера;
- е) тенденция к переживанию своей повышенной значимости, проявляющейся в постоянном отнесении происходящего на свой счет;
- ж) охваченность несущественными «законспирированными» толкованиями событий, происходящих с данной личностью или в мире вообще.

Включаются:
- фанатичное расстройство;
- фанатичная личность;
- экспансивно-параноидное расстройство;
- экспансивно-параноидная личность;
- сенситивно-параноидное расстройство;
- сенситивно-параноидная личность;
- параноидная личность;
- параноидное расстройство личности;
- параноическая личность;
- обидчиво-параноидная личность;
- кверулянтное расстройство личности.

Исключаются:
- шизофрения (F20);
- бредовое расстройство (F22.0);
- паранойя (F22.01);
- паранойя кверулянтная (F22.88);
- параноидный психоз (F22.08);
- параноидная шизофрения (F20.0);
- параноидное состояние (F20.08);
- органическое бредовое расстройство (F06.2);
- параноиды, вызванные употреблением психоактивных веществ, в том числе алкогольный бред ревности, алкогольный параноид (F10 — F19)[5].

### DSM-IV и DSM-5
Согласно диагностическому и статистическому руководству по психическим расстройствам четвёртого издания (DSM-IV) параноидное расстройство личности относится к кластеру A (необычные или эксцентричные расстройства). Человек с таким расстройством характеризуется глобальным недоверием и подозрительностью по отношению к окружающим, которые приводят к интерпретации мотивов людей как злонамеренных. Ниже перечисленные проявления такой личности начинают обнаруживаться в раннем взрослом возрасте, в самых различных ситуациях. Для постановки диагноза необходимо, кроме общих критериев расстройства личности, четыре или более из них.
1. Подозрения, без достаточных оснований, что окружающие эксплуатируют, причиняют вред или обманывают его (её).
2. Поглощённость необоснованными сомнениями в лояльности и надёжности друзей или компаньонов.
3. Нежелание открываться окружающим из-за неоправданного страха, что это будет использовано против него (неё).
4. Обнаружение скрытых унижающих или угрожающих значений в благоприятных словах или событиях.
5. Постоянная неприязнь к окружающим, в том числе отказ прощать обиды, неуважение или нанесённый вред.
6. Распознавание незаметных окружающим атак на его (её) репутацию, с быстро возникающими ответными атаками или гневом.
7. Повторяющиеся не обоснованные подозрения в неверности супруга или сексуального партнёра.

Для постановки диагноза эти проявления должны регистрироваться не только в течение шизофрении, расстройства настроения с психотическими симптомами, другого психотического расстройства или вообще прямым следствием каких-то других болезней или общего физического состояния.
В последнем издании DSM-5 сохранены те же критерии, что и в DSM-IV.

## Интерпретации

### Когнитивно-поведенческая
Есть мнение, что подозрения при этом типе расстройства личности являются рационализацией, уменьшающей страдания. Но есть и другая точка зрения. Всегда можно найти подтверждение убеждению «Люди недоброжелательны». Потому что люди действительно не всегда доброжелательны и потому что межличностные взаимодействия неоднозначны.
Собственная эффективность – субъективная оценка способности эффективно справляться с проблемами. Бывают случаи, когда добрые намерения людей воспринимаются как попытка усыпить бдительность и войти в доверие, чтобы потом эксплуатировать.
Параноидный человек не желает сдаваться даже по незначительным вопросам, так как это рассматривается как признак слабости. Приписывание недобрых намерений людям является центральной характеристикой, а не проекцией неприемлемых побуждений.

### Психоаналитическая
В психоанализе параноидное расстройство личности понимается как состояние человека с параноидным типом личности, находящимся на пограничном уровне развития организации личности. Психоаналитики полагают, что человек с таким типом личности может находиться также на невротическом (что соответствует акцентуациям в отечественной психологии) и психотическом уровне, но характерные для данного типа личностные особенности при этом будут сохраняться.
Считается что в основе параноидной организации личности лежит опора на защитные механизмы «отрицания» и «проекции». Такой человек имеет повышенную склонность отрицать какие-то неприемлемые части себя и проецировать их на окружающих. Например, подозрения параноика, что окружающие замыслили против него что-то недоброе, являются результатом отрицания и проекции его собственных агрессивных мыслей. Это, впрочем, не исключает того, что он может оказаться прав в своих подозрениях — более того, благодаря своим отталкивающим личностным качествам, многие параноики провоцируют конфликты и дурное обращение путём «проективной идентификации». Существуют чрезвычайно проницательные люди, тем не менее являющиеся параноидными. В паре с отрицанием параноиком может использоваться также «реактивное формирование», для ещё большего отдаления от собственных аффектов.
У параноидных личностей замечаются сильные аффекты враждебного ряда (гнев, злость, желание отомстить, зависть), стыда, вины и страха, причём все они обычно отрицаются и проецируются на окружающих, и поэтому недоступны осознанию для самих параноиков без специальной работы.

## Терапия

### Когнитивно-поведенческая
Первичной задачей терапевта является установление доверительных отношений с клиентом. Вторичной стратегией можно считать попытку добиться увеличения собственной эффективности клиента, что приведет к ослаблению оборонительной позиции. Это в свою очередь облегчит проведение обычных когнитивных вмешательств, таких как изменение дисфункциональных автоматических мыслей, дезадаптивного межличностного поведения и основных допущений клиента, являющихся основой расстройства.

### Психоаналитическая
Психоаналитическая терапия параноидных личностей является довольно трудоёмким занятием, требующим от терапевта высоких профессиональных качеств и, прежде всего, способности переносить направленные на себя негативные эмоции. Параноидный клиент склонен проецировать на терапевта свои негативные (по мнению самого клиента) качества, подозревать терапевта во всех смертных грехах и активно искать доказательства своих фантазий, в том числе провоцируя терапевта на негативное к себе отношение (так называемая «проективная идентификация»).
Другая тенденция, с которой терапевт может сталкиваться — это временная идеализация. Обычно параноидный клиент, отрицая те свои качества, которые кажутся ему негативными, воспринимает себя как жертву внешней агрессии, а в окружающих (в том числе в терапевте) видит агрессивных носителей множества пороков. Однако на начальных стадиях терапии он может идентифицироваться с терапевтом и идеализировать его наравне с собой. Тем больнее будет терапевту сталкиваться с неизбежной волной негатива, когда период идеализации закончится.
Успешная психоаналитическая терапия подразумевает осознание клиентом того, что качества и желания, которые ему не нравятся в окружающих, являются его собственными качествами и желаниями. Одним из основных средств достижения этого осознания является анализ переноса, в ходе которого клиент может видеть, что его фантазии о терапевте не имеют под собой объективных оснований. Для этого терапевту нужно на самом деле не давать таких оснований — успешно выдерживать провокации клиента и хорошо справляться со своими чувствами, особенно негативными.
Опора параноидных клиентов на отрицание сильно сказывается на скорости терапии. Данный защитный механизм работает путём категорического отказа признавать нечто (а не путём забывания, как при вытеснении). Прямые интерпретации переноса натыкаются на ещё большее отрицание. Требуется значительное время и поддержка наблюдающей позиции клиента, чтобы он начал принимать саму возможность того, что то, что он видит в окружающих, может происходить из него самого.
Несмотря на все эти трудности, Ненси Мак-Вильямс в своей книге отмечает, что процесс терапии оказывается чрезвычайно значимым для таких клиентов, которые, хоть и высказывают огромное количество упрёков и претензий своим терапевтам, упорно продолжают посещать сеансы. Мак-Вильямс высказывает предположение, что для человека с параноидным типом личности, видящим весь мир в мрачных, тревожных тонах, сеансы психотерапии, на которых кто-то выслушивает его негатив, не отвечая ответными атаками, являются редкой и очень ценной отдушиной.